# 陸壽名
陸壽名（1631年—？年），字處實，號芝庭。江南省蘇州府長洲縣（今屬蘇州市）人，清朝政治人物、詩人、史學家。

## 經歷
曾與兄陸壽國、尤侗及汤传楹结“四子社”，究心實學。順治八年（1651年）辛卯舉人。順治九年（1652年）壬辰科第三甲第一百八十七名同進士出身。十三年授江南宁国府学教授，次年丁艰归。以文學著稱。與韩讷编辑《治安文献》十卷。官安徽寍國府教授。其餘履歷不詳。

## 著作
- 《治安文獻》十卷
- 《芝瑞堂稿》一卷
- 《芝瑞堂詩》一卷
- 《續太平廣記》八卷